# Hofretten
 For alternative betydninger, se Hofret.
Hofretten kaldtes 1682-1771 en i København bestående speciel domstol, der oprindeligt var værneting for de kgl. betjente, der beklædte eller havde beklædt et embede i rangen og boede i København, samt; for disses hustruer og børn, men senere fik en noget ændret kompetence, idet så godt som alle med rang benådede eller karakteriserede personer, der ikke drev borgerlig næring og boede i byen, alene med undtagelse af militære i aktiv tjeneste, kom til at høre under den. Undtagne var dog livs- og æressager samt sager angående hus og jord. Hofretten var desuden appelinstans i forhold til Borgretten. Den havde et stort antal medlemmer, der kaldtes Hofret-assessorer, deriblandt alle de højeste hofembedsmænd, og det var altid en af disse, i reglen overhofmarskallen, der præsiderede i retten. Den forsvandt ved Hof- og Stadsrettens oprettelse 1771. Før 1682 blev ordet hofret undertiden brugt om gårdsretten på Københavns Slot, og det var ved en deling af denne, at den senere Hofret tillige med Borgretten fremkom.
Ved Sorø Akademi bestod i en periode af 18. og begyndelsen af 19. århundrede en hofret, der beklædtes af overhofmesteren og professorerne og i personlige sager var værneting for akademiets embedsmænd med deres hustruer og børn og for de studerende, hvorhos der kunne appelleres til den fra akademiets borgret.